# Munichehausen

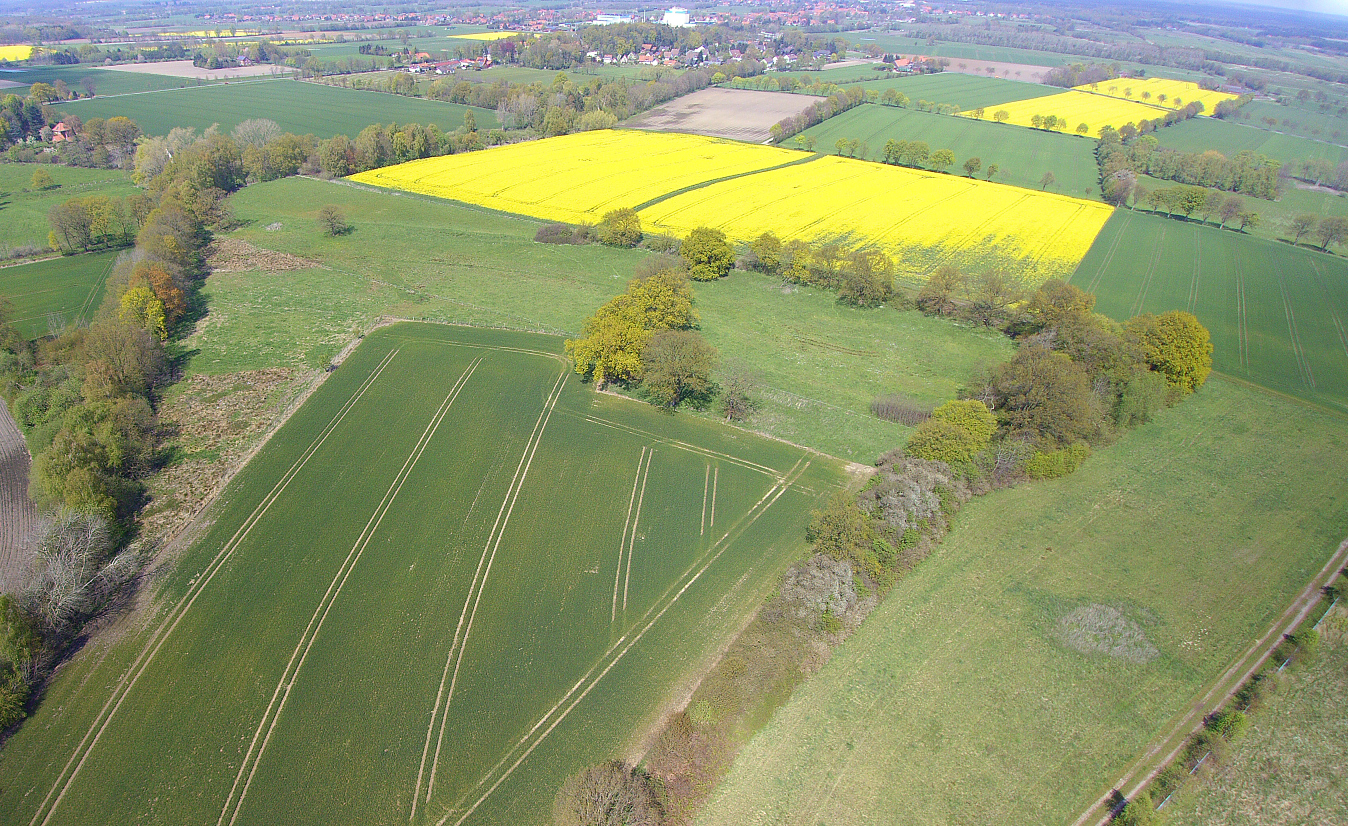
Luftbild mit dem Haarberg und der Wüstungsstelle, im Hintergrund Rehburg

Munichehausen ist eine wüst gefallene Siedlung aus der Zeit des Mittelalters, die bei Rehburg in Niedersachsen lag. Die Wüstungsstelle befindet sich auf Ackerflächen südlich von Rehburg am Hang des Haarberges, der eine Höhe von 87 m ü. NHN aufweist. In Munichehausen lag das Stammhaus des Adelsgeschlechts von Münchhausen.

## Geschichte
Neben dem Ortsnamen Munichehausen sind durch Geschichtsquellen zahlreiche ähnlich lautende Bezeichnungen überliefert, wie Munichusen (1155), Monechusen (1183), Monekehusen (1280), Monichusen (1314), Munchusen (1335), außerdem Mönnekehusen, Mönkehusen und Mönchhusen. Die Benennung beruht auf dem ursprünglichen Grundbesitz des Klosters Loccum am Standort der Siedlung. Der Ortsname setzt sich aus den mittelniederdeutschen Worten monk für Mönch und -husen für -hausen zusammen und lässt sich als Mönchhausen deuten. Im Hochdeutschen wurde für das Adelsgeschlecht daraus der Name Münchhausen.
1155 hatte laut einer Bestätigung durch Papst Hadrian IV. das Kloster Corvey die Grundherrschaft über die Siedlung inne. Um 1300 war sie ein Lehen des Waldecker Bischofs von Minden in der Hand der Familie von Münchhausen. 1386 ist urkundlich eine Kirche in der Siedlung nachweisbar.
Zur weiteren Geschichte des Dorfes gibt es unterschiedliche Überlieferungen. Einerseits soll es bereits 1350 verlassen worden sein, als die Bewohner nach Rehburg verzogen sind. Anderen Quellen zufolge sei es während der Hildesheimer Stiftsfehde (1519–1523) zerstört worden. Die Kirche blieb zunächst bis zu ihrem Abbruch im Jahr 1557 erhalten. Zu einem unbekannten Zeitpunkt wurde das Dorf geschleift. Die von Münchhausen verließen Munichehausen 1581 und bezogen die fertiggestellte Wasserburg in Brokeloh. Das Aussehen und der Standort des Anwesens derer von Münchhausen in Munichehausen ist nicht bekannt. Es könnte sich um eine Burg oder ein befestigtes Gebäude innerhalb der Siedlung oder auf der Kuppe des Haarberges gehandelt haben. Auf der Bergkuppe entstand Mitte der 1960er Jahre während des Kalten Krieges eine niederländische FlaRak-Stellung der NATO. Bei der Errichtung kam es zu erheblichen Bodeneingriffen, was eine Suche nach archäologischen Hinterlassenschaften erschwert.
Einzelne Gegenstände aus der Wüstung haben sich bis heute in der Kirche St. Martini in Rehburg erhalten. Dazu zählt ein Kreuz über der Kanzel, bei dem es sich um ein Teil der Altardecke aus der Kapelle der Münchhausens handeln soll. Das fast 1000 kg schwere Taufbecken aus dem 12. Jahrhundert soll ebenfalls aus Munichehausen stammen. 1832 wurde es bei der Errichtung eines neuen Pfarrhauses in Rehburg im Fundament verbaut. Bei einem Neubau in den 1960er Jahren wurde das Taufbecken wiederentdeckt und stand lange als Blumenkübel auf dem Marktplatz, bevor es wieder in der Kirche aufgestellt wurde.

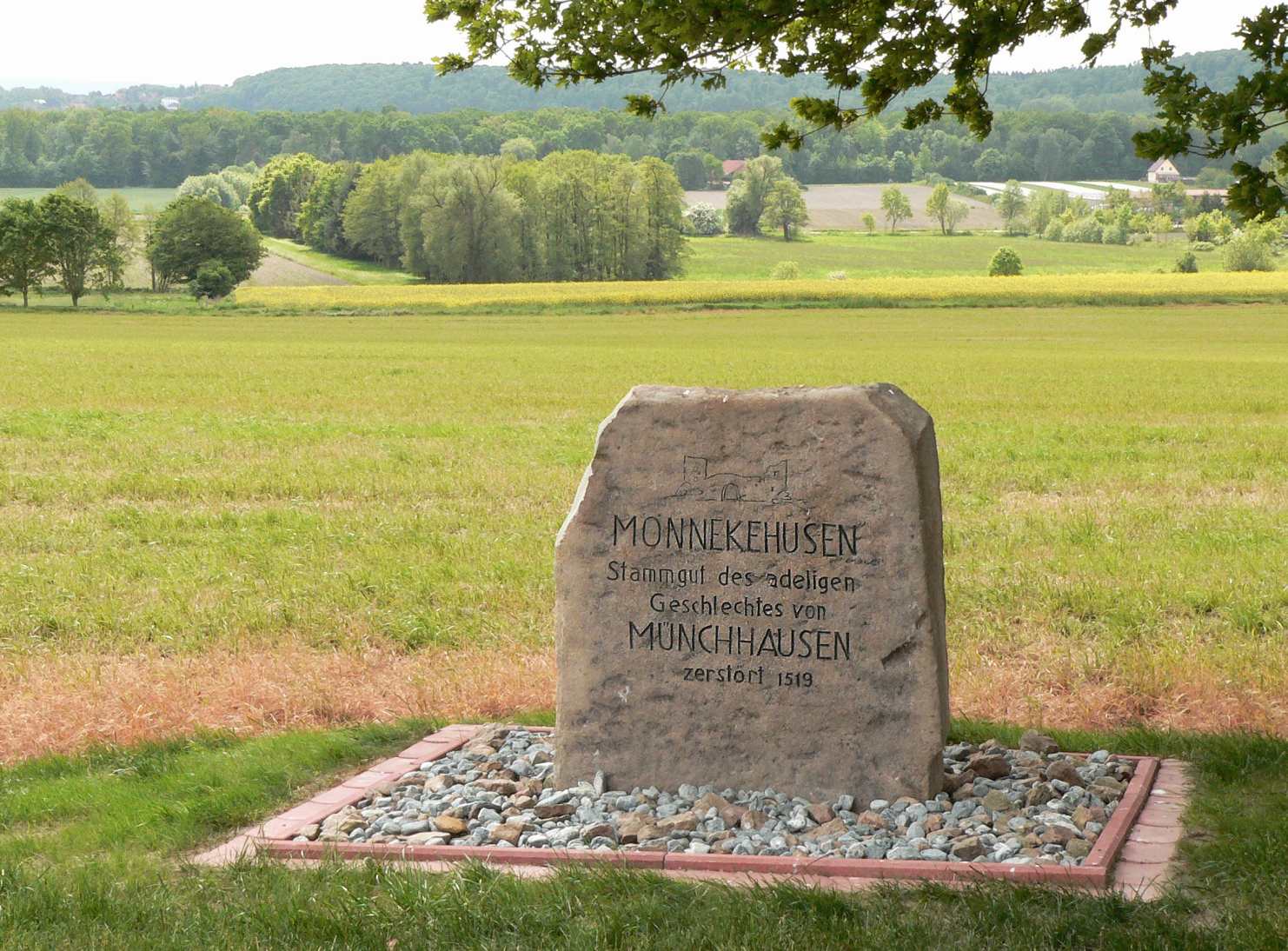
Gedenkstein für Mönnekehusen (Munichehausen) am Osthang des Haarberges; nicht an der tatsächlichen Wüstungsstelle
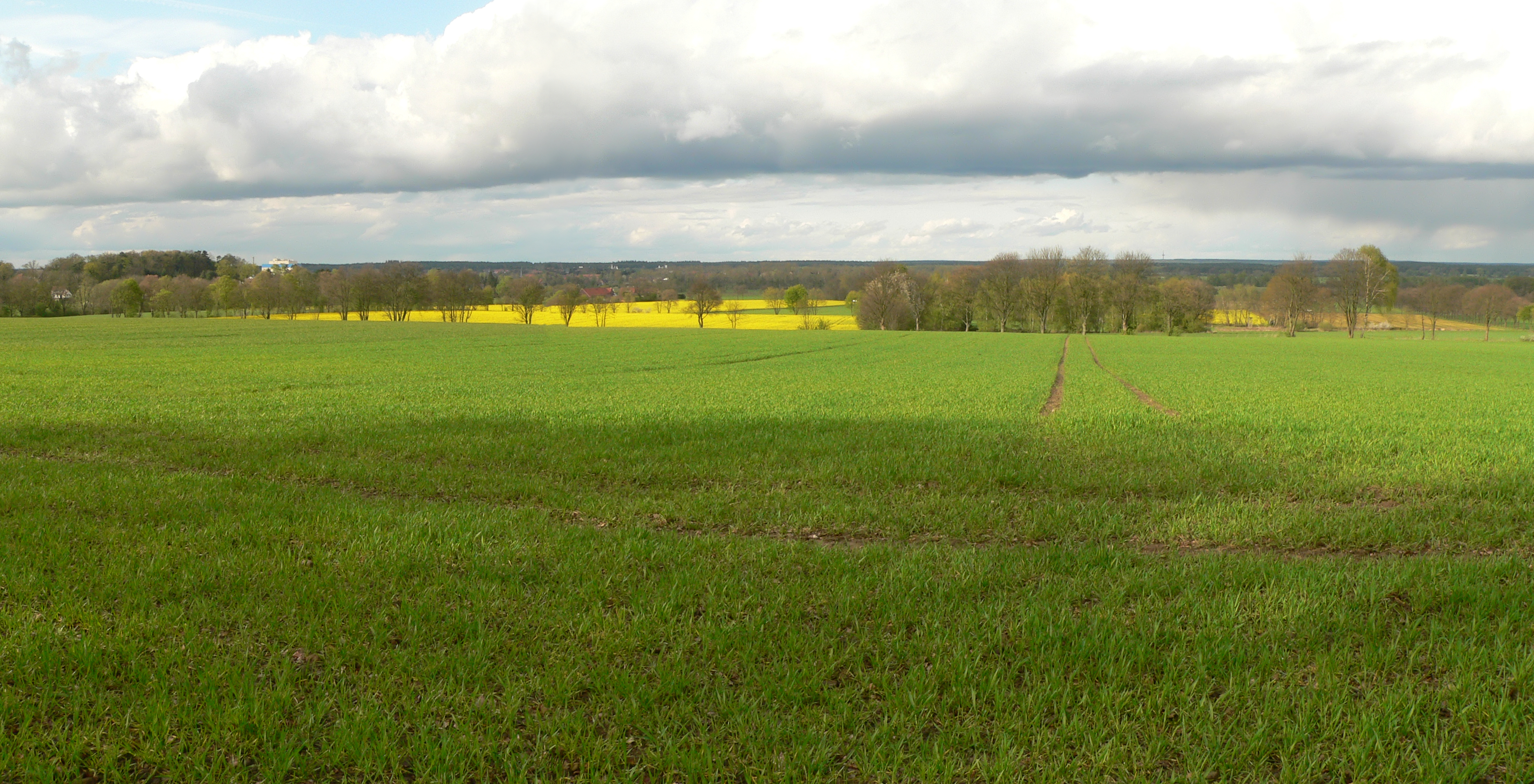
Blick auf Ackerflächen am Standort der Wüstung
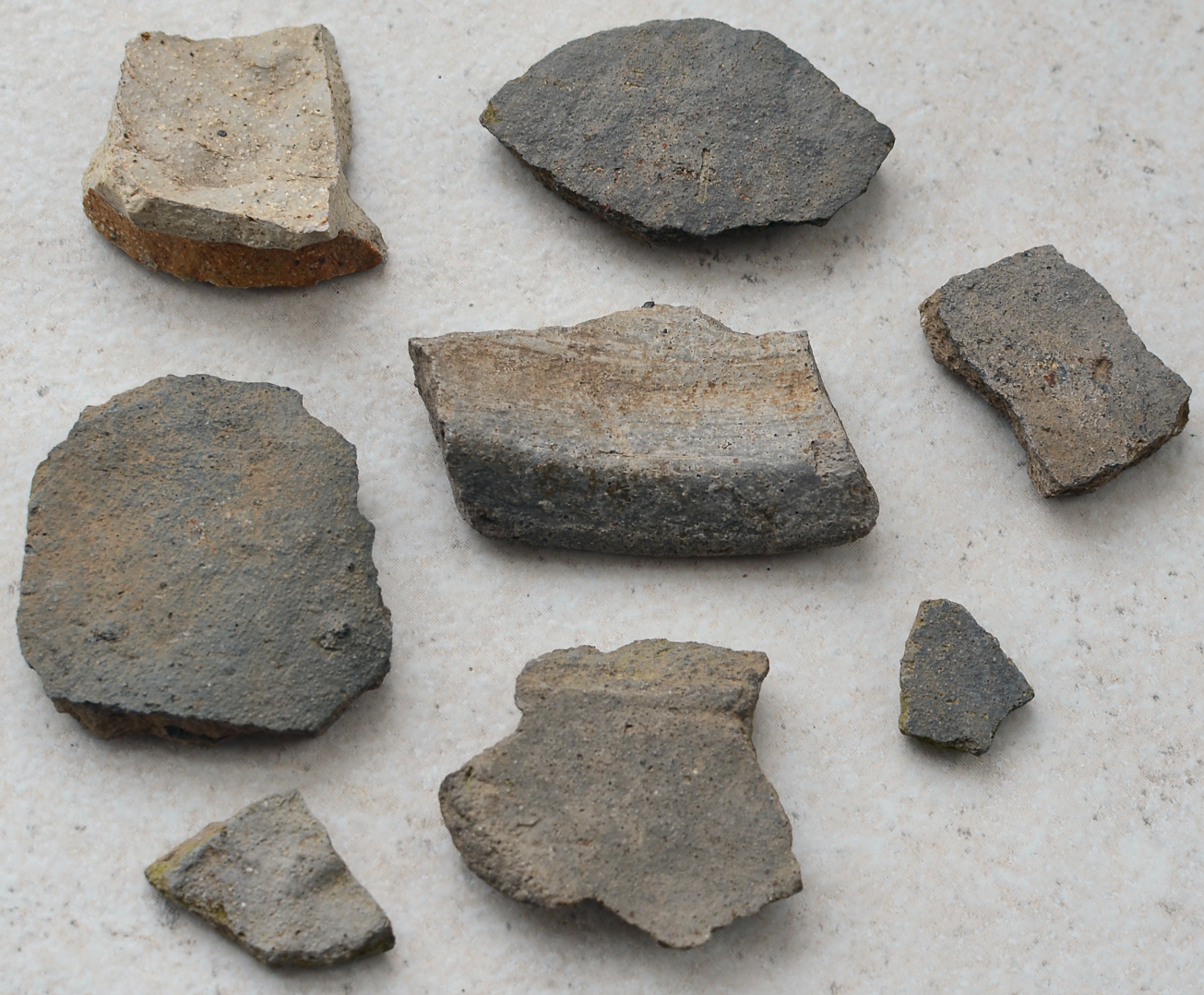
Grau-blaue mittelalterliche Keramik von Ackerflächen an der Wüstungsstelle
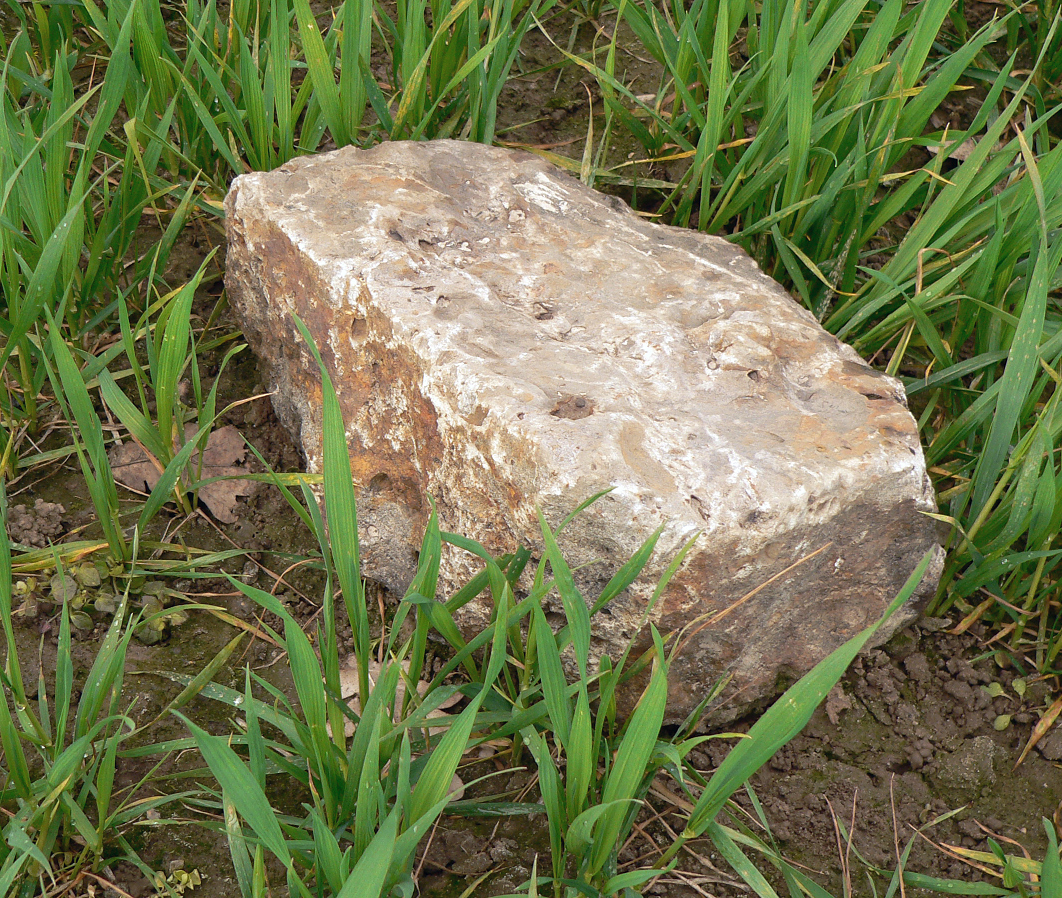
Behauener großformatiger Stein im Bereich der Wüstung

## Lokalisierung
Der Standort von Munichehausen ist nicht historisch überliefert. Anhaltspunkte auf die mögliche frühere Ortsstelle liefert die Kurhannoversche Landesaufnahme aus dem 18. Jahrhundert. Darauf ist nahe dem Haarberg zwischen Ackerstücken eine platzartige Fläche eingezeichnet, auf die Wege aus drei Richtungen führen. Im Jahr 2000 stellte der Rehburger Bürger- und Heimatverein an einer wenig zugänglichen Stelle am Haarberg einen Gedenkstein für die Siedlung auf, der 2015 an einen anderen Ort, ein Aussichtspunkt oberhalb von Winzlar, umgesetzt wurde. An beiden Stellen befand sich die Siedlung nicht.
Die Lokalisierung der Wüstungsstelle gelang im Jahr 2016 einem ehrenamtlich Beauftragten der archäologischen Denkmalpflege. Er nahm sie anhand der Fundverteilung von rund 600 Keramikfragmenten vor, die grob geschätzt aus der Zeit des 13. bis 15. Jahrhunderts stammen. Die Artefakte aus grau-blauer mittelalterlicher Keramik hatte er bei Begehungen auf Ackerflächen am Nordhang des Haarberges geborgen und die Fundstellen georeferenziert sowie kartiert. Aufgrund der Fundkonzentration in einem bestimmten Bereich ließ sich die Wüstungsstelle verorten. Auf dem nahe gelegenen Flurstück mit der Flurbezeichnung Alte Kirche fand der ehrenamtliche Archäologe ein schmuckähnliches kleines Metallkreuz. Darüber hinaus stellte er im Bereich der Wüstung großformatige Steine mit Bearbeitungsspuren fest, bei denen es sich um Baumaterial aus Munichehausen handeln könnte.
Es ist geplant, an der Wüstungsstelle eine Informationstafel und eine Sitzbank aufzustellen, die den Blick auf den früheren Standort der Kirche ermöglicht.